# Fostul schit Fedeleșoiu
Fostul schit Fedeleșoiu este un ansamblu de monumente istorice aflat pe teritoriul satului Fedeleșoiu, comuna Dăești. În Repertoriul Arheologic Național, monumentul apare cu codul 169388.02.

Ansamblul este format din cinci monumente:
- Biserica „Schimbarea la Față” și „Sf. Apostoli” (cod LMI VL-II-m-A-09761.01)
- Casa stăreției (cod LMI VL-II-m-A-09761.02)
- Ruine chilii (cod LMI VL-II-m-A-09761.03)
- Turn clopotniță (cod LMI VL-II-m-A-09761.04)
- Ruine zid de incintă (cod LMI VL-II-m-A-09761.05)